# Liste der Kulturdenkmäler in Zeiskam
In der Liste der Kulturdenkmäler in Zeiskam sind alle Kulturdenkmäler der rheinland-pfälzischen Ortsgemeinde Zeiskam aufgeführt. Grundlage ist die Denkmalliste des Landes Rheinland-Pfalz (Stand: 26. Juni 2023).

## Denkmalzonen
| Bezeichnung          | Lage                                                 | Baujahr                | Beschreibung | Bild            |
| -------------------- | ---------------------------------------------------- | ---------------------- | --- | --------------- |
| Denkmalzone Ortskern | Hauptstraße 19–29, 31 und 34–43, Kronstraße 1–8 Lage | ab dem 17. Jahrhundert | gut erhaltenen Massivbauten des 19. Jahrhunderts, dazwischen einige, teilweise im 19. Jahrhundert überformte, Fachwerkbauten des 17. und 18. Jahrhunderts | Fotos hochladen |

## Einzeldenkmäler
| Bezeichnung                              | Lage                 | Baujahr                             | Beschreibung | Bild                           |
| ---------------------------------------- | -------------------- | ----------------------------------- | --- | ------------------------------ |
| Wohnhaus                                 | Hauptstraße 14 Lage  | 17. Jahrhundert                     | Fachwerkhaus, teilweise massiv, eventuell noch aus dem 17. Jahrhundert                                                                                             | Fotos hochladen                |
| Evangelische Pfarrkirche                 | Hauptstraße 20 Lage  | 1838–44                             | romanisierender Saalbau, 1838–44, Bauassistent Köhler und Zivilbauinspektor August von Voit                                                                        | weitere Bilder Fotos hochladen |
| Rathaus                                  | Hauptstraße 34 Lage  | Mitte des 19. Jahrhunderts          | Walmdachbau, Neurenaissance, wohl aus der Mitte des 19. Jahrhunderts                                                                                               | weitere Bilder Fotos hochladen |
| Wohnhaus                                 | Hauptstraße 41 Lage  | 1737                                | Fachwerkhaus, teilweise massiv, Walmdach, bezeichnet 1737 | Fotos hochladen                |
| Wohnhaus                                 | Hauptstraße 43 Lage  | erstes Drittel des 19. Jahrhunderts | Fachwerkbau, erstes Drittel des 19. Jahrhunderts | Fotos hochladen                |
| Wohnhaus                                 | Kronstraße 7 Lage    | 18. Jahrhundert                     | Fachwerkhaus, teilweise massiv, 18. Jahrhundert | Fotos hochladen                |
| Wohnhaus                                 | Kronstraße 8 Lage    | 1697                                | Fachwerkbau, teilweise massiv, bezeichnet 1697 | Fotos hochladen                |
| Wohn- und Geschäftshaus                  | Kronstraße 13 Lage   | 17. oder 18. Jahrhundert            | Wohn- und Geschäftshaus; verputzter Fachwerkbau, teilweise massiv, wohl aus dem 17. oder 18. Jahrhundert                                                           | Fotos hochladen                |
| Wohnhaus                                 | Kronstraße 15 Lage   | 18. Jahrhundert                     | Fachwerkhaus, teilweise massiv, 18. Jahrhundert | Fotos hochladen                |
| Hofanlage                                | Kronstraße 20 Lage   | 18. Jahrhundert                     | Fachwerkhaus, teilweise massiv, bezeichnet 1809, im Kern aus dem 18. Jahrhundert, rückwärtig Fachwerktrakt, teilweise massiv, wohl vom Anfang des 19. Jahrhunderts | Fotos hochladen                |
| Wohnhaus                                 | Kronstraße 28 Lage   | 16. Jahrhundert                     | Fachwerkbau, 16. Jahrhundert, massives Erdgeschoss aus dem 19. Jh.                                                                                                 | Fotos hochladen                |
| Wohnhaus                                 | Kronstraße 30 Lage   | 1739                                | Fachwerkbau, bezeichnet 1739 | Fotos hochladen                |
| Katholischer Pfarrhof                    | Kronstraße 39 Lage   | 18. Jahrhundert                     | siebenachsiger Walmdachbau, 18. Jahrhundert, Wirtschaftsgebäude, teilweise massiv, teilweise Fachwerk; Pforte der Pfarrgartenmauer bezeichnet 1754                 | Fotos hochladen                |
| Katholische Pfarrkirche St. Bartholomäus | Kronstraße 41 Lage   | 1755                                | vierachsiger Saalbau, 1755; barocker Kruzifix, Sandstein | weitere Bilder Fotos hochladen |
| Wohnhaus                                 | Pfalzstraße 3 Lage   | 17. oder 18. Jahrhundert            | Fachwerkhaus, teilweise massiv, verputzt oder verkleidet, wohl aus dem 17. oder 18. Jahrhundert                                                                    | Fotos hochladen                |
| Wohnhaus                                 | Pfalzstraße 10 Lage  | 18. Jahrhundert                     | Fachwerkhaus, teilweise massiv oder verputzt, wohl aus dem 18. Jahrhundert                                                                                         | Fotos hochladen                |
| Hofanlage                                | Pfalzstraße 18 Lage  | 1767                                | Hofanlage, von 1767 bis 1932 Gasthaus zum Löwen; L-förmiger Massivbau, teilweise Fachwerk; mehrere Nebengebäude, überwiegend in Fachwerk                           | Fotos hochladen                |
| Wohnhaus                                 | Pfalzstraße 28½ Lage | 18. Jahrhundert                     | ehemaliges Auszugshaus; eingeschossiges Fachwerkbau mit Kniestock, 18. Jahrhundert                                                                                 | Fotos hochladen                |